# Amaro Vieira
Pour les articles homonymes, voir Vieira.
Amaro Vieira, de son nom complet Joaquim Amaro Vieira est un footballeur portugais, né le 13 novembre 1947 à Lisbonne. Il évoluait au poste d'attaquant.

## Biographie
Amaro Vieira rejoint les juniors de Benfica en 1964 et est rapidement promu en équipe première. Bien qu'il n'ait pas eu beaucoup de temps de jeu, il a su se montrer efficace lorsqu'il était appelé, marquant 4 buts en 9 matchs.
Il est sacré Champion du Portugal en 1968.
Il dispute une rencontre de Coupe des clubs champions lors de la saison 1967-1968 contre l'AS Saint-Étienne lors d'une victoire 1-0.
En 1968, Vieira est transféré à l'União Tomar, où il joue pendant deux saisons et marque 3 buts en 23 apparitions. En 1970, il rejoint l'União de Leiria pour une saison, mais n'y laisse pas une trace marquante.
Vieira signe ensuite avec l'Atlético CP en 1971, où il passe deux saisons et marque 2 buts en 18 matchs. Il continue sa carrière avec le CD Cova da Piedade de 1973 à 1975.
Après une période sans jouer au plus haut niveau, Vieira rejoint Lousa en 1979 puis Abóboda en 1981. Il raccroche les crampons à Tires en 1983.

## Palmarès
Benfica Lisbonne
- Championnat du Portugal (1) :
  - Champion : 1967-1968.